# José Camacho Carreño
José Camacho Carreño (Bucaramanga, 18 de marzo de 1903-Puerto Colombia, 2 de junio de 1940) fue un político, escritor y licenciado en Ciencias Económicas colombiano, uno de los miembros del grupo Los leopardos, jóvenes universitarios conservadores, talentosos escritores y oradores, protagonistas de la política Colombiana en la década de 1920, a finales del gobierno del general Pedro Nel Ospina.

## Biografía
Gabriel José Camacho Carreño nació en Bucaramanga el 18 de marzo de 1903. Comenzó sus estudios en el Gimnasio Moderno, colegio bogotano que había sido recientemente fundado por pedagogos liberales interesados en formar a la élite bajo los preceptos de la “Escuela Nueva”, que pronto compitió en calidad con los mejores colegios religiosos. En este lugar, como lo recodaría Camacho, “se nos presentó la doctrina católica como fuente única de luz y de verdad.”, sin embargo, terminó sus estudios en el Colegio Mayor de Nuestra Señora del Rosario. Posteriormente ingresaría a la Universidad Nacional de Colombia, donde se tituló en Derecho y Ciencias Políticas.

## Trayectoria política
Como miembro del grupo Los Leopardos, comenzó a escribir en El Nuevo Tiempo y a participar activamente en las luchas políticas. Más adelante, fue elegido diputado a las asambleas de Santander y Cundinamarca y, también, representante a la Cámara, de la cual fue dos veces presidente. Fue, así mismo, secretario de la Legación en Bélgica, ministro plenipotenciario ante los gobiernos de Argentina y Uruguay y delegado a la Séptima Conferencia Panamericana de Montevideo en 1933.
Camacho alcanzó cierta celebridad en el mundo político del país, gracias a su habilidad de orador, que le permitió participar en debates frente a varias figuras. Se destacó particularmente por sus controversias contra Laureano Gómez, destacado líder conservador, reputado por se un hábil orador, al punto de ser conocido como “el Monstruo”.
El 17 de noviembre de 1931, el representante a la Cámara Alberto Lleras Camargo fue elegido presidente de esta corporación, tras empate con el candidato conservador. Entonces Camacho, cuyo voto debía decidir la elección, sufragó por Lleras. Así, después de 45 años, un liberal volvió a ser presidente de la Cámara.
En 1935 participó a la creación de la Acción Patriótica Económica Nacional.

## Asesinato de Roberto Vásquez Pérez
El 1.° de enero de 1939, Camacho tuvo un altercado con Roberto Vásquez Pérez, hermano de su esposa Helena. Los hechos se presentaron en el Anglo American Club de Bogotá, en horas de la madrugada durante las celebraciones de año nuevo. Tras ir a su casa, Camacho entró en contacto con su hermana, quien contacto por teléfono con Luis Camacho, el hermano de ambos.
Luis Camacho quien era teniente, tomó un taxi y se desplazó a donde estaban sus hermanos, y tras ver a José con heridas leves en el cuello, y enterándose del enfrentamiento con Vásquez, volvió a tomar el taxi que lo aguardaba, y partió esta vez en compañía de José. 
Se desplazaron a la casa de la familia Vásquez Pérez y allí, en medio de confusas circunstancias, resultó muerto Roberto Vásquez, como consecuencia de un disparo de revólver propinado por José Camacho.
Tras varios meses, la justicia penal absolvió a Camacho del homicidio, pues el Senado —que fue la corporación que lo juzgó en razón a su fuero parlamentario— le reconoció la legítima defensa del honor. La defensa fue ejercida por el propio Camacho Carreño dentro del proceso judicial.

## Muerte
José Camacho Carreño murió ahogado en el balneario de Salgar, Puerto Colombia, Atlántico, el 2 de junio de 1940, y aunque las causas exactas del hecho no han sido esclarecidas, trascendió que Camacho falleció mientras intentaba rescatar a una mujer que se encontraba en riesgo dentro del mar. También se ha especulado que pudo tratarse de un suicidio.
Sus restos estuvieron sepultados en Barranquilla hasta 1943, siendo luego trasladados al Cementerio Central de Bogotá.